# Gamma Leporis
Gamma Leporis (γ Lep, γ Leporis) ist ein Hauptreihenstern der Spektralklasse F, der annähernd 29 Lichtjahre von der Sonne entfernt ist. Gamma Leporis befindet sich im Sternbild Hase, südöstlich von Beta Leporis und südwestlich von Delta Leporis. Der Stern hat einen Begleiter mit gleicher Eigenbewegung, AK Leporis, der ein Veränderlicher des BY-Draconis-Typs ist. Gamma Leporis ist ein Mitglied der Ursa-Major-Gruppe.
Er hat eine durchschnittliche Helligkeit von 6,28 mag und steht 95″ vom Hauptstern entfernt, wodurch er ein leichtes Feldstecherobjekt ist, welches wegen seines Farbkontrastes (weißgelber Hauptstern und orangeroter Begleiter) bei Amateurastronomen sehr beliebt ist.
Der Stern ist größer als die Sonne und weist den 1,2-fachen Radius und die 1,3-fache Masse der Sonne auf. Aufgrund seiner stellaren Eigenschaften und seiner (vergleichsweise geringen) Entfernung zur Erde wurde Gamma Leporis als eines der wichtigsten Ziele für die Mission Terrestrial Planet Finder der NASA ausgewählt. Diese Mission wurde jedoch mehrfach verschoben und schließlich 2011 gestrichen.